# André Dumont (homme politique)
Pour les articles homonymes, voir Dumont.
André Dumont, né le 24 mai 1764 à Oisemont (généralité d'Amiens, actuel département de la Somme), mort le 21 octobre 1838 à Abbeville (département de la Somme), est un haut fonctionnaire et un homme politique de la Révolution française et du Premier Empire. 

## Biographie

### Famille
Son père, Jean Charles Nicolas Dumont, qui épouse en 1755 Marie Magnier, mort en 1788, est notaire royal et procureur de la prévôté de Vimeu. 
Son frère cadet, Charles Dumont « de Sainte-Croix », est haut-fonctionnaire et ornithologue.
André Dumont épouse Marie Thérèse Reine Victoire Prévost qui meurt en Belgique en 1825. De leur union naissent trois enfants :
- Marie Thérèse Flavie Dumont, née à Oisemont, qui décède célibataire en Belgique à 37 ans[7].
- Armand Désiré Fidèle Dumont, né à Oisemont, marchand teinturier et imprimeur quartier Saint-Maurice. Il épouse le 23 décembre 1818 à Amiens Clémentine Bonvallet, fille d'un manufacturier[8].
- Aimé Eugène Laurence Dumont, né à Abbeville, qui épouse à Ixelles Anne Adélaïde Levasseur (Le Mans 1802-?), fille de René Levasseur, ancien député de la Sarthe à la Convention également exilé en Belgique et sa seconde épouse, Anne Conard (ou Cosnard)[9].

### Formation
André Dumont fait des études de droit et devient avocat à Paris, en 1788. Élu maire d'Oisemont en septembre 1790, il est nommé premier administrateur du département de la Somme puis élu administrateur du district d'Amiens, en 1791.

### Député montagnard

#### Premières responsabilités nationales
En septembre 1792, André Dumont est élu député du département de la Somme, le cinquième sur treize, à la Convention nationale.
André Dumont siège sur les bancs de la Montagne et est admis au club des Jacobins à partir du début du mois de mai 1793. Lors du procès de Louis XVI, il vote la mort et rejette l'appel au peuple et le sursis à l'exécution. Le 13 avril 1793, il ne participe pas au scrutin sur la mise en accusation de Jean-Paul Marat. Deux jours plus tard, il écrit à la Convention pour se justifier son absence, « attaqué depuis plus de quinze jours d’un rhume violent et d’accès de fièvre », et dénonce la décision de mettre Marat en accusation. Le 21 mai, élu suppléant suppléant à la Commission des Douze, le dixième sur douze, il vote contre son rétablissement le 28 du même mois.
En octobre, il est élu suppléant au Comité de Législation et suppléant au Comité des Secours publics. Il est élu par 113 voix, premier à égalité avec Legendre et Méaulle, au Comité de sûreté générale le 16 juin 1793. En mission dans les départements, il est remplacé le 13 août. Enfin, il est secrétaire de la Convention aux côtés d'Augustin Robespierre et de Legendre, sous la présidence de Louis « du Bas-Rhin » entre le 18 messidor an II (6 juillet 1794) et le 1er thermidor an II (19 juillet 1794),.

#### Représentant en mission
Il est envoyé en mission dans son département natal le 28 juillet 1793 en compagnie de François Chabot pour veiller au maintien de l'ordre et à l'application des lois. Il est remplacé par Joseph Lebon le 9 août. Il rejoint René Levasseur « de la Sarthe », envoyé dans le département de l'Oise, le 25 vendémiaire an II (16 octobre 1793). Il est confirmé dans ses fonctions dans la Somme et dans l'Oise par le Comité de Salut public le 9 nivôse an II (29 décembre 1793) tandis que Lebon est astreint aux départements du Nord et du Pas-de-Calais.
Dumont s'implique contre les girondins. Au nom du Comité de Sûreté générale, il réclame l'arrestation de Bouchereau, Belin, Condorcet, Dupin de Beaumont, Fiquet, Lecarlier, Loysel et Petit, députés de l'Aisne qui ont protesté contre l'insurrection du 2 juin.
Au cours de sa mission dans la Somme, André Dumont se montre un ardent agent de la déchristianisation. Il fait arrêter des administrateurs, 64 prêtres ainsi que Mgr Desbois, évêque d'Amiens, et des Anglais présents dans la région. Inspiré par la prose braillarde du Père Duchesne, il confie alors dans son rapport à la Convention : « J'ai fait lier deux à deux ces cinq douzaines d'animaux, de bêtes noires ; elles ont été exposées à la risée publique sous la garde des comédiens, et ensuite incarcérées. »
Devant son activisme, les députés étendent en octobre ses prérogatives au département de l'Oise et ses rapports à l'Assemblée manifestent la lutte constante qu'il mène contre les prêtres : « La vigueur que je mets à repousser l’imposture et à terrasser les marchands d’oremus doit vous assurer que vous n'avez rien à craindre. » Il organise dans la cathédrale de Noyon des bals patriotiques où les dragons font danser les bourgeoises comme les cuisinières. Louis-Sauveur Chénier accuse publiquement l’« ogre Dumont » d'avoir fait exécuter son frère André Chénier. Il publie que Dumont a fait arrêter 59 personnes, a fait enfermer trois cents suspects des deux sexes dans une église de Beauvais dans des conditions inhumaines et d'avoir rançonné les familles.

### Acteur du 9 thermidor et député de la Convention thermidorienne
André Dumont prend part au 9 thermidor qui provoque la Chute de Robespierre. Il plaide en faveur de son frère Charles arrêté pour avoir protesté contre la condamnation à mort du général Custine. Il dénonce le lendemain du 9 thermidor les dilapidations d'Augustin Robespierre lors de sa mission auprès de l'armée d'Italie et demande les jours suivants, avec Jean-Baptiste Clauzel, l'arrestation de Joseph Lebon, accusé de violences lors de sa mission à Cambrai.
Dumont est une figure active de la réaction qui s'opère durant la Convention thermidorienne. Il occupe des fonctions dirigeantes : il entre de nouveau au Comité de sûreté générale le 14 thermidor an II (1er août 1794) et en sort le 15 brumaire an III (5 novembre 1794) ; il préside la Convention du 1er au 16 vendémiaire an III (22 septembre au 7 octobre 1794) ; il entre au Comité de Salut public le 15 frimaire an III (5 décembre 1794) et en sort le 15 germinal (4 avril 1795).
Il s'attaque systématiquement aux Jacobins et aux membres des anciens comités révolutionnaires. Mis en cause à son tour pour son action répressive dans les départements picards, il s'oppose d’abord à la publication des papiers saisis chez Robespierre, mais doit finalement se justifier devant l'Assemblée en avouant qu'il a menti par exagération dans ses rapports de 1793. À l'appui de ses déclarations, il est confirmé que les prêtres qu'il a fait arrêter ont été libérés peu après, et qu'à la demande de son frère, l’ornithologue, un certain nombre d'aristocrates ont pu quitter la Somme sains et saufs.
Lors de l’Insurrection du 12 germinal an III, il s'emploie à convaincre les jacobins d'évacuer la salle des débats. À la suite de cet événement, il fait arrêter et incarcérer Chasles, Choudieu et Foussedoire (« les trois brigands du Comité de salut public », selon les termes de son réquisitoire) à la Forteresse de Ham, puis vient le tour de Huguet et Ruamps (qui l'avait accusé de « royalisme »). Il s'en prend (mais sans succès) à Prieur de la Marne, et à Jacques Alexis Thuriot qui parvient à s'enfuir.
Il a demandé en vain le désarmement des sections, et ne sauve sa tête lors de l’insurrection du 1er prairial an III qu'en protestant devant les insurgés de sa fidélité à la constitution. Il demande l'exécution des députés interpelés en avril 1795, ainsi que l’arrestation de Prieur de la Marne, de Cambon, de Thuriot. Il vote la peine de mort contre « tous les porteurs de signes de ralliement », s'en prend dans ses discours aux « révoltés » et aux « terroristes », à Lacoste et Barère. Peu avant la dissolution de la Convention, il se déclare favorable à l'admission des prêtres dans la fonction publique.

### Député sous le Directoire, sous-préfet du Consulat et du Ier Empire
Le 23 vendémiaire an IV, il est élu par les électeurs de la Somme au Conseil des Cinq-Cents par 254 voix sur 293 votants. Il s'oppose à Tallien, demande que les administrateurs destitués puissent plaider leur cause au procès. Il démissionne du Conseil des Cinq-Cents en 1797.
Favorable au coup d'État du 18 brumaire de l'an VIII (9 novembre 1799), il est nommé sous-préfet d'Abbeville, poste qu'il conserve jusqu'en 1814. Nommé préfet du Pas-de-Calais durant les Cent-Jours, il fuit l'avancée des troupes alliées et se réfugie dans la Somme.

### Proscrit sous la Restauration
Mais à la seconde Restauration, frappé par la loi contre les régicides, il prend la route de l'exil en 1816. Il se rend en Belgique avec son épouse, sa fille et son fils cadet. Ils s'installent à Alost, puis à Bruxelles, enfin se fixe dans le faubourg d'Ixelles.
Il ne rentre en France qu'en 1830. Il se retire à Abbeville où il décède. Sa tombe est surmontée d'une longue épitaphe et d'un buste en bronze.